# Miriam Casillas
Miriam Casillas (24 de junho de 1992) é uma triatleta profissional espanhola.

## Carreira

### Rio 2016
Miriam Casillas disputou os Jogos do Rio 2016, terminando em 37º lugar com o tempo de 2:03:10. 